# Kościół św. Mateusza w Sternalicach
Kościół św. Mateusza – rzymskokatolicki kościół parafialny położony we wsi Sternalice (gmina Radłów). Kościół należy do parafii św. Mateusza w Sternalicach w dekanacie Gorzów Śląski (diecezja opolska). Dnia 2 października 1966 roku, pod numerem 1074/66, kościół został wpisany do rejestru zabytków województwa opolskiego.

## Historia kościoła
Kościół został wybudowany w 1614 roku. W 1927 roku świątynię rozbudowano. Jest to budowla murowana, wnętrze jej ozdabia polichromia wykonana w XVIII wieku.
W 2010 roku przeprowadzono renowację i rekonstrukcję malowideł ściennych, znajdujących się na sklepieniu nad prezbiterium.